# Borboroides parva
Borboroides parva är en tvåvingeart som beskrevs av Mcalpine 2007. Borboroides parva ingår i släktet Borboroides och familjen myllflugor. Inga underarter finns listade i Catalogue of Life.